# فرودگاه ملی جزیره لروس
فرودگاه ملی جزیره لروس (به انگلیسی: Leros Island National Airport) یک فرودگاه همگانی بهره‌برداری هوایی با کد یاتا LRS است که یک باند فرود آسفالت دارد و طول باند آن ۱۰۱۲ متر است. این فرودگاه در کشور یونان قرار دارد و در ارتفاع ۱۲ متری از سطح دریا واقع شده است.